# 290001 Uebersax
290001 Uebersax è un asteroide della fascia principale. Scoperto nel 2005, presenta un'orbita caratterizzata da un semiasse maggiore pari a 3,0397624 UA e da un'eccentricità di 0,2287795, inclinata di 17,40312° rispetto all'eclittica.